# Rumble Pak (Nintendo DS)

Logo présent sur le boîtier.

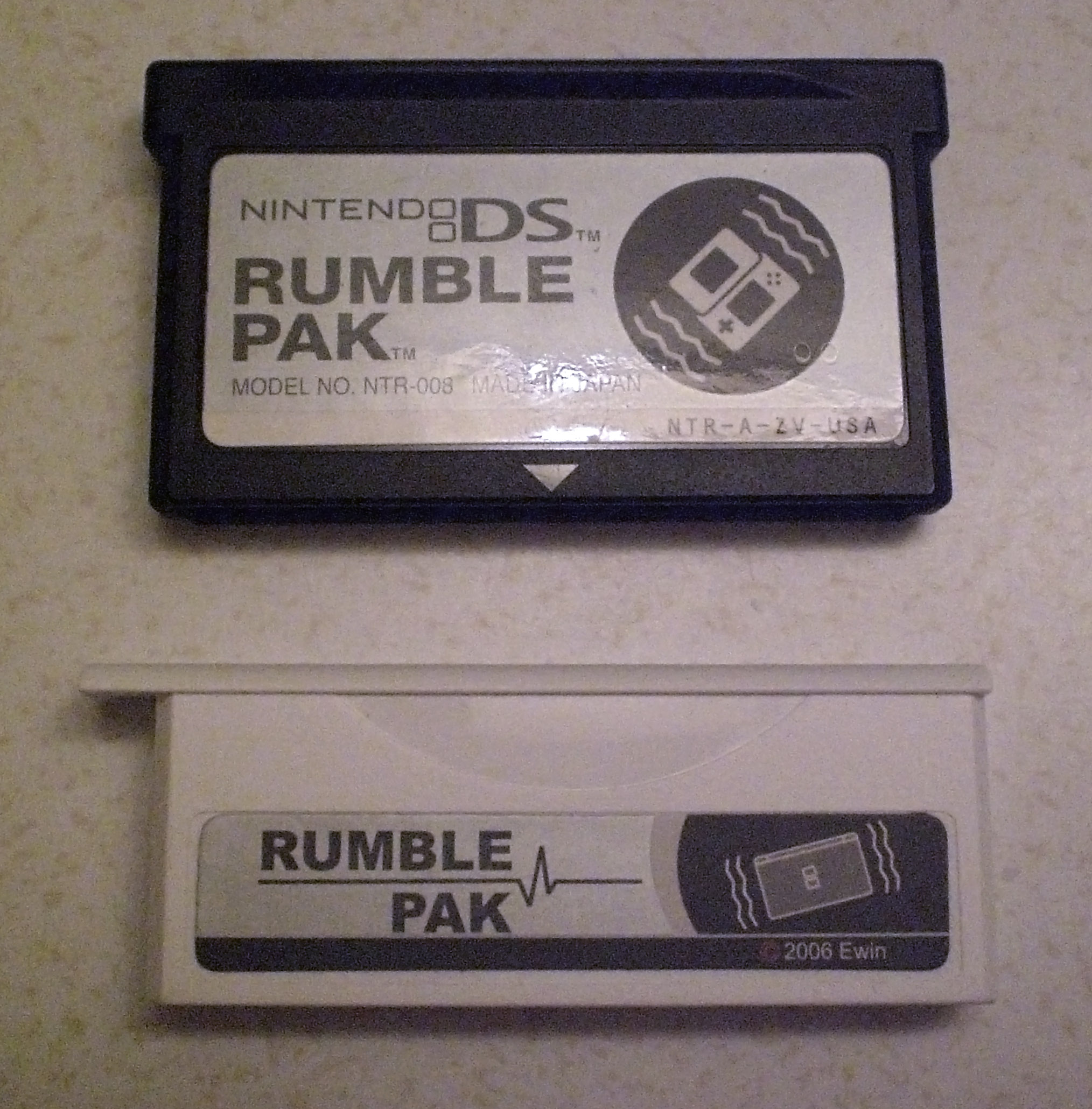
Les deux cartouches vibrantes de la Nintendo DS.

Le Rumble Pak (振動パック, Shindō Pakku), « kit vibration », ou la « Cartouche Vibration DS », est un accessoire pour Nintendo DS et Nintendo DS Lite. Elle permet de faire vibrer la console à certains moments, selon le jeu utilisé.
Le Rumble Pak officiel de Nintendo pour DS Lite n'est commercialisé qu'au Japon. Elle n'est cependant compatible qu'avec certains jeux, reconnaissables au logo présent au dos du boîtier. Elle s'insère dans le Port GBA (ou Slot 2).
Metroid Prime Pinball est le premier jeu de la Nintendo DS qui dispose des fonctions de la vibration.

## Liste des jeux compatibles
- Air Traffic Chaos
- Akagawa Jirou Mystery: Yasoukyoku
- Animal Boxing
- Super Bomberman 2 (Custom Battler Bomberman au Japon)
- Clubhouse Games (42 All-Time Classics en Europe)
- Custom Robo Arena
- Diddy Kong Racing DS
- Colin McRae: Dirt 2
- Elite Beat Agents
- Ferrari Challenge
- GRID
- Hotel Dusk: Room 215
- Higurashi no Naku koro ni Kizuna: Dai-Ichi-Kan - Tatari
- Higurashi no Naku koro ni Kizuna: Dai-Ni-Kan - Sou
- Higurashi no Naku koro ni Kizuna: Dai-San-Kan - Rasen
- Iron Man
- Jam with the Band (Daigasso! Band Brothers DX au Japon)
- Juiced 2: Hot Import Nights
- Last Window: The Secret of Cape West
- Magnetica (Actionloop)
- Mahjong Fight Club DS: Wi-Fi Taiou
- Mario and Luigi: Partners in Time
- Mario and Luigi: Bowser's Inside Story
- Metroid Prime Hunters
- Metroid Prime Pinball
- Moon
- Need for Speed: Undercover
- Need for Speed: Nitro
- Moero! Nekketsu Rhythm Damashii: Osu! Tatakae! Ouendan 2
- Orcs and Elves
- Picross DS
- Power Pro Kun Pocket 9
- Power Pro Kun Pocket 10
- Professional Fisherman's Tour: Northern Hemisphere
- Puyo Puyo! 15th Anniversary
- Race Driver: Create and Race
- Sega Superstars Tennis
- Sonic and Sega All-Stars Racing
- Sonic Rush
- Space Invaders Extreme
- Space Invaders Extreme 2
- Star Fox Command
- Star Trek: Tactical Assault
- Super Princess Peach
- The Legend of Spyro: A New Beginning
- Theta
- Tomb Raider: Underworld
- TrackMania DS
- Treasure Gaust: Gaust Diver (Deep Purple)
- Treasure Gaust: Gaust Diver (Crimson Red)
- V8 SuperCars Australia 3
- Viva Piñata: Pocket Paradise
- Wario: Master of Disguise
- Wild West, The
- WWE SmackDown vs. Raw 2008